# 沃爾夫萊克 (密歇根州)
沃爾夫萊克（英語：Wolf Lake）是位於美國密歇根州馬斯基根縣埃格爾斯頓鎮區的一個普查規定居民點。

## 人口
根據2020年美國人口普查的數據，沃爾夫萊克的面積為10.16平方千米，當中陸地面積為9.18平方千米，而水域面積為0.98平方千米。當地共有人口5034人，而人口密度為每平方千米495.47人。